# 二歳
『二歳』（にさい）は、渋谷すばるの1枚目のフル・アルバム。2019年10月9日にWorld artから発売された。

## 概要
- 関ジャニ∞を脱退し、ソロ活動を開始してから初の作品。
- 自身初のフル・アルバム[注 1]。
- 本作は初回限定盤、通常盤、アナログ盤[注 2]の3形態で発売。
- 全曲の作詞・作曲・編曲を自身が手掛けており、自分にとっての「音楽を学ぶとは」と考え「まずは今までやってこなかったことを経験したい、また世界中の様々な人々や文化に触れてみたい」とバックパックの旅をしながら作った楽曲や、自身初となるアナログテープを使いレコーディングした楽曲、バンド全員での一発録りで仕上げた楽曲、楽器の演奏も全て自分で行った楽曲等、全12曲を全形態共通で収録[13]。
  - 収録曲は全て新曲であり、関ジャニ∞所属時代に発売した1stシングル『記憶/ココロオドレバ』に収録された4曲は本作には収録されていない。
- 初回限定盤の特典DVDには、本作の制作風景を追ったドキュメント映像「アルバム「二歳」制作ドキュメント」や東南アジアをバックパックとギターだけで訪れた際の映像を収録した「東南アジアバックパックドキュメント」、自身初の先行配信楽曲「ワレワレハニンゲンダ」のミュージック・ビデオを収録[15]。
  - 更に、東南アジアバックパックの旅で、同行した旅仲間との「出演・音楽制作：渋谷すばる、撮影編集：旅仲間」という完全プライベート映像「スバァーリーを探せ」を追加収録[16]。
- 初回限定盤・通常盤のオフィシャルファンクラブ「Shubabu」会員の購入特典として、完全手作りCD「全部一人でやってみたCD」を付属[14]。
  - 同CDには、「LOVE」と「Curry On」の2曲を収録。
  - 同CDは、作詞・作曲・編曲、レコーディング、ミックス、マスタリング、納品まで全て一人で行い、レコーディングさえも誰一人として別のスタッフは全く関わっておらず、自分で録音ボタンを押して、自分で演奏して、自分でミックスを行い、自分で納品をし、ジャケットデザインも全て自分で行った[14]。
- アナログ盤には、本作のトラックリストのM-1~3までをSIDE A、M-4~6をSIDE B、M-7~9をSIDE C、M-10~12をSIDE Dとし、2枚組で発売[13]。
- 2019年9月13日、「ワレワレハニンゲンダ」が各配信サイトにて先行配信された[17]。
  - 関ジャニ∞所属時代を含めて自身初となるフル音源の楽曲配信となる。
  - 以降、同年9月20日に「アナグラ生活」、同年9月27日に「ぼくのうた」が先行配信された。
- 同年10月8日・9日、それぞれ大阪・なんばHatch、東京・品川ステラボールにて、本作の初回限定盤の特典DVDに収録されている映像を鑑賞する上映会で、自身の公式ファンクラブ『Shubabu』初のファンクラブイベント『babu会 vol.0』を開催[18][19]。

### 各形態概要
| ＃ | 曲名                 |
| -- | -------------------- |
| 1  | ぼくのうた           |
| 2  | ワレワレハニンゲンダ |
| 3  | アナグラ生活         |
| 4  | 来ないで             |
| 5  | トラブルトラベラ     |
| 6  | なんにもないな       |
| 7  | 爆音                 |
| 8  | ベルトコンベアー     |
| 9  | ライオン             |
| 10 | TRAINとRAIN          |
| 11 | 生きる               |
| 12 | キミ                 |

| ＃ | 曲名     | 形態                         |
| -- | -------- | ---------------------------- |
| 1  | LOVE     | 初回限定盤・通常盤（特典CD） |
| 2  | Curry On | 初回限定盤・通常盤（特典CD） |

| 特典内容                         | 形態                   |
| -------------------------------- | ---------------------- |
| 特典CD（詳細は#特典CDを参照）    | 初回限定盤・通常盤     |
| 特典DVD（詳細は#特典DVDを参照）  | 初回限定盤             |
| 紙ジャケット仕様                 | 初回限定盤             |
| アルバム「二歳」制作フォトブック | 通常盤（初回プレス分） |

## 販売形態
- 発売日：2019年10月9日
  - 初回限定盤（WPZL-31673~74：CD+DVD）
    - 紙ジャケット仕様
    - 特典CD（LCS-672）：「全部一人でやってみたCD」（オフィシャルファンクラブ「Shubabu」会員購入特典）

  - 通常盤（WPCL-13113：CD）
    - アルバム「二歳」制作フォトブック（初回プレス盤のみ）
    - 特典CD（LCS-672）：「全部一人でやってみたCD」（オフィシャルファンクラブ「Shubabu」会員購入特典）
- 発売日：2019年11月6日
  - アナログ盤（WPJL-10116~17：2LP）

## チャート成績

### アルバムチャート順位
- オリコンチャート
  - 初日54,421枚を売り上げ、2019年10月8日付の「オリコンデイリー CDアルバムランキング」で初登場1位を獲得した[1]。
  - 初週68,848枚を売り上げ、2019年10月21日付の「オリコン週間 CDアルバムランキング」で週間4位を獲得した[2]。
  - 初週70,300ptを記録し、2019年10月21日付の「オリコン週間 合算アルバムランキング」で週間4位を獲得した[3]。
  - 初週1,232ダウンロードを記録し、2019年10月21日付の「オリコン週間 デジタルアルバムランキング」で週間10位を獲得した[4]。
  - 累計71,649枚を売り上げ、2019年10月度「オリコン月間 CDアルバムランキング」で月間10位を獲得した[5]。
  - 2019年度「オリコン年間 CDアルバムランキング」で年間63位を獲得した[6]。
- Billboard JAPAN
  - 初週69,875枚を売り上げ、2019年10月16日公開の「Billboard Japan Top Albums Sales」で週間4位を獲得した[7]。
  - 2019年10月16日公開の「Billboard Japan Hot Albums」で週間4位を獲得した[8]。
  - 2019年度「Billboard Japan Top Albums Sales Year End」で年間57位を獲得した[10]。
  - 2019年度「Billboard Japan Hot Albums Year End」で年間88位を獲得した[11]。

### 各曲チャート順位
- オリコンチャート
  - 2019年9月23日付の「オリコン週間 デジタルシングル（単曲）ランキング」で「ワレワレハニンゲンダ」が週間37位を獲得した[20]。
  - 2019年10月7日付の「オリコン週間 デジタルシングル（単曲）ランキング」で「ぼくのうた」が週間47位を獲得した[21]。
- Billboard JAPAN
  - 2019年9月25日公開の「Billboard Japan Download Songs」で「ワレワレハニンゲンダ」が週間27位を獲得した[22]。
  - 2019年10月2日公開の「Billboard Japan Download Songs」で「アナグラ生活」が週間44位を獲得した[23]。
  - 2019年10月9日公開の「Billboard Japan Download Songs」で「ぼくのうた」が週間41位を獲得した[24]。
- 歌ネット
  - 2019年9月19日付の「歌ネット注目度ランキング」で「ワレワレハニンゲンダ」が週間7位を獲得した[25]。
  - 2019年10月3日付の「歌ネット注目度ランキング」で「ぼくのうた」が週間3位、「ワレワレハニンゲンダ」が週間7位、「アナグラ生活」が週間8位を獲得した[26]。

## 収録曲

### CD
- 全作詞・作曲・編曲：渋谷すばる

1. ぼくのうた - [6:01]
  - 2019年9月27日に各配信サイトにて先行配信された[27]。
  - 2019年9月27日にMVが公開された[28]。
2. ワレワレハニンゲンダ - [3:17]
  - 2019年9月13日に各配信サイトにて先行配信された[27]。
3. アナグラ生活 - [3:33]
  - 2019年9月20日に各配信サイトにて先行配信された[27]。
  - 自身初となる「アナログテープ」を使用してレコーディングを行った楽曲[27]。
4. 来ないで - [4:43]
5. トラブルトラベラ - [4:51]
6. なんにもないな - [4:44]
7. 爆音 - [3:57]
8. ベルトコンベアー - [3:26]
9. ライオン - [4:58]
10. TRAINとRAIN - [5:51]
11. 生きる - [5:35]
12. キミ - [3:23]

### 特典DVD（初回限定盤）
| #  | タイトル                               | 作詞 | 作曲・編曲 |
| -- | -------------------------------------- | ---- | ---------- |
| 1. | 「アルバム「二歳」制作ドキュメント」   |      |            |
| 2. | 「東南アジアバックパックドキュメント」 |      |            |
| 3. | 「スバァーリーを探せ」                 |      |            |
| 4. | 「ワレワレハニンゲンダ」(Music Video)  |      |            |

### 特典CD
※ファンクラブ会員特典。
| 全作詞・作曲・編曲: 渋谷すばる。 |              |            |            |      |
| #                                | タイトル     | 作詞       | 作曲・編曲 | 時間 |
| 1.                               | 「LOVE」     | 渋谷すばる | 渋谷すばる | 4:25 |
| 2.                               | 「Curry On」 | 渋谷すばる | 渋谷すばる | 4:25 |
| 合計時間:                        | 合計時間:    | 8:50       |            |      |

## 収録作品

### 映像作品

#### ライブ映像
ぼくのうた
- 3rdライブDVD/Blu-ray『Documentary Film「二歳と364日」』
- 3rdアルバム『2021』（初回限定盤 特典DVD）
- 4thライブDVD『babu会 vol.2 2023.05.06 @Zepp Namba』

ワレワレハニンゲンダ
- 3rdライブDVD/Blu-ray『Documentary Film「二歳と364日」』
- 3rdアルバム『2021』（初回限定盤 特典DVD）
- 5thライブBlu-ray『渋谷すばる LIVE TOUR 2024「Lov U」』

アナグラ生活
- 3rdライブDVD/Blu-ray『Documentary Film「二歳と364日」』

トラブルトラベラ
- 5thライブBlu-ray『渋谷すばる LIVE TOUR 2024「Lov U」』

なんにもないな
- 3rdライブDVD/Blu-ray『Documentary Film「二歳と364日」』

爆音
- 3rdライブDVD/Blu-ray『Documentary Film「二歳と364日」』
- 5thライブBlu-ray『渋谷すばる LIVE TOUR 2024「Lov U」』

ベルトコンベアー
- 4thライブDVD『babu会 vol.2 2023.05.06 @Zepp Namba』
- 5thライブBlu-ray『渋谷すばる LIVE TOUR 2024「Lov U」』

ライオン
- 3rdライブDVD/Blu-ray『Documentary Film「二歳と364日」』

TRAINとRAIN
- 3rdライブDVD/Blu-ray『Documentary Film「二歳と364日」』
- 4thライブDVD『babu会 vol.2 2023.05.06 @Zepp Namba』

生きる
- 3rdライブDVD/Blu-ray『Documentary Film「二歳と364日」』
- 3rdアルバム『2021』（初回限定盤 特典DVD）
- 4thライブDVD『babu会 vol.2 2023.05.06 @Zepp Namba』

LOVE
- 5thライブBlu-ray『渋谷すばる LIVE TOUR 2024「Lov U」』

## 関連ライブ
- babu会 vol.0（2019年10月8日・9日、全2公演）

- 渋谷すばる LIVE TOUR 2020「二歳」（2020年1月28日 - 2月26日、全11公演）
  - 3月5日 - 3月11日、全4公演 ※公演中止

- 渋谷すばる LIVE 2020「二歳と364日」（2020年3月17日、全1公演 ※公演中止）
- 渋谷すばる LIVE TOUR 2022 二歳と1328日（2022年9月14日 - 11月6日、全14公演）